# Wicker Man
Wicker Man ist eine Holzachterbahn im britischen Freizeitpark Alton Towers des Herstellers Great Coasters International, die am 20. März 2018 eröffnet wurde.
Die 795 m lange Strecke erreicht eine Höhe von 22 m und verfügt über ein maximales Gefälle von 68°. Außerdem durchfährt die Strecke drei Tunnel.

## Züge
Wicker Man besitzt drei Züge mit jeweils zwölf Wagen. In jedem Wagen können zwei Personen (eine Reihe) Platz nehmen.